# Éditions JCL
Les Éditions JCL sont une maison d'édition québécoise fondée en 1977 à Saguenay par Jean-Claude Larouche et rachetée en 2017 par le groupe Bertrand. En 2016, elles atteignent les 10 millions de livres vendus.

## Histoire

### Développement
Les éditions JCL sont fondées en 1977 à Saguenay au Québec par Jean-Claude Larouche. En 1985, elles connaissent un fort succès avec le roman Les fleurs sur la neige d’Élisa T., vendu à 300 000 exemplaires.
En 2016, la maison d'édition atteint le cap des 10 millions de livres vendus. Près de la moitié des ventes sont réalisées en France ; le Canada compte pour 32% des ventes. La maison d'édition réalise 20% de ses ventes avec des livres en langue étrangère. Elle vend également de nombreux livres dans d'autres pays non francophones, comme en Russie, au Brésil et dans plusieurs pays d'Europe.
La majorité des titres publiés sont des romans, des témoignages et des biographies.

### Rachat (2017)
En 2017, après 39 ans d'existence, la maison d'édition est rachetée par le groupe Bertrand, dont le siège est en Montérégie. 15 000 livres entreposés à Saguenay, initialement destinés à être détruits, sont donnés à un organisme qui les destine à différents pays d'Afrique de l'Ouest. Jean-Claude Larouche prend sa retraite et les bureaux de Saguenay ferment à cette occasion. Au total, près de 500 titres ont été publiés.

## Auteurs représentés (liste non exhaustive)
- Mario Bergeron
- Bernard Couet
- Micheline Duff
- Michel Dufour
- Marie-Bernadette Dupuy (qui représente 42% des ventes avec plus de 4 millions d'ouvrages vendus en 2016, pour 32 livres édités)[1]
- Marthe Gagnon-Thibaubeau
- Jean-Claude Larouche
- Gabrielle Lavallée
- Sonia Marmen
- Marie-Paule McInnis
- Nicole Provence
- Samia Shariff[1]
- Janine Tessier